# Hanover Square station
Hanover Square fue una estación exprés en la demolida Línea IRT de la Tercera Avenida en Manhattan, Ciudad de Nueva York. Tenía dos pistas y una plataforma de isla . Fue construida originalmente en 1878 por el New York Elevated Railroad. La siguiente parada hacia el norte fue Fulton Street y la siguiente parada hacia el sur fue South Ferry. Cerró el 22 de diciembre de 1950.

## En la cultura popular
Fue inmortalizada en el último movimiento del conjunto orquestal n.º 2 de Charles Ives, un recuerdo del día en que saltó la noticia del hundimiento del transatlántico Lusitania en 1915.